# Verwaltungsgemeinschaft Velden (Vils)
Die Verwaltungsgemeinschaft Velden liegt im niederbayerischen Landkreis Landshut und wird von folgenden Gemeinden gebildet: Neufraunhofen, Velden und Wurmsham.

## Geschichte
Die Verwaltungsgemeinschaft Velden wurde am 1. Mai 1978 gegründet.

## Einwohner
| Jahr (jeweils zum 31.12.) | Einwohner |  | Jahr (jeweils zum 31.12.) | Einwohner |
| ------------------------- | --------- |  | ------------------------- | --------- |
| 2011                      | 8879      |  | 2021                      | 9200      |
| 2012                      | 8912      |  | 2022                      | 9175      |
| 2013                      | 8932      |  | 2023                      | 9178      |
| 2014                      | 8997      |  |                           |           |
| 2015                      | 9328      |  |                           |           |
| 2016                      | 8973      |  |                           |           |
| 2017                      | 9094      |  |                           |           |
| 2018                      | 9068      |  |                           |           |
| 2019                      | 9096      |  |                           |           |
| 2020                      | 9124      |  |                           |           |

## Politik
Der rechtliche Rahmen für Verwaltungsgemeinschaften wird durch die Verwaltungsgemeinschaftsordnung für den Freistaat Bayern (Verwaltungsgemeinschaftsordnung – VGemO) gesetzt.
Sitz der Verwaltungsgemeinschaft ist Velden. Sie erbringt 301 verschiedene behördliche Leistungen. Den Vorsitz führt Ludwig Greimel, 1. Bürgermeister von Velden.
Die Verwaltungsgemeinschaft Velden ist nicht zu verwechseln mit der gleichnamigen Verwaltungsgemeinschaft Velden in Mittelfranken.
| Gemeinde      | Wappen | Fläche km² | Einwohner 31. Dezember 2023 | EW-Dichte EW je km² | Höhe über NHN |
| ------------- | ------ | ---------- | --------------------------- | ------------------- | ------------- |
| Neufraunhofen |        | 17,95      | 1.071                       | 60                  | 495           |
| Velden        |        | 49,43      | 6.362                       | 129                 | 477           |
| Wurmsham      |        | 28,17      | 1.375                       | 49                  | 480           |